# Real Cartagena Femenino
El Real Cartagena Femenino, es el club de fútbol femenino vinculado al Real Cartagena de la ciudad de Cartagena de Indias, Colombia. Participa en la Liga Profesional Femenina organizada por la Dimayor. Juega sus partidos como local en el estadio Jaime Morón León

## Datos del club
- Temporadas en 1.ª: 2 (2017-).
- Mayor invicto en liga: 3 partidos (2017)
- Mayor invicto de local en liga: 2 partidos (2017)
- Mayor número de goles en un campeonato : 14 goles (2017)
- Menor número de goles en un campeonato: 2 goles (2018)
- Mayores goleadas conseguidas: 
  - En campeonatos nacionales: 4-1 a Unión Magdalena, 3-0 a Real Santander (Liga)
- Mayor cantidad de partidos ganados en un torneo : 5 partidos (2017)
- Menor cantidad de partidos ganados en un torneo : 0 partidos (2018)
- Peor racha de partidos consecutivos sin ganar: 8 partidos (2018)
- Entrenador con más tiempo en el cargo: Pedro Valdés (2017-)
- Entrenador con más victorias: Pedro Valdés (5)
- Máximo goleador: Kellis Peduzine (5)

## Jugadoras

### Goleadoras históricas
*Estan actualmente con el equipo
| Máximos Anotadores                          | Máximos Anotadores | Máximos Anotadores | Máximos Anotadores |
| Jugadora                                    | Goles              |                    |                    |
| ------------------------------------------- | ------------------ | ------------------ | ------------------ |
| Kellis Peduzine                             | 5                  |                    |                    |
| Rocio Velasquez                             | 3                  |                    |                    |
| Loadis Ortega                               | 2                  |                    |                    |
| Laura Anaya                                 | 1                  |                    |                    |
| Jessica Caicedo                             | 1                  |                    |                    |
| Mireya Fermín                               | 1                  |                    |                    |
| Levis Ramos                                 | 1                  |                    |                    |
| Yúrica Mármol                               | 1                  |                    |                    |
| Última Actualización: 18 de febrero de 2018 |                    |                    |                    |

## Estadio

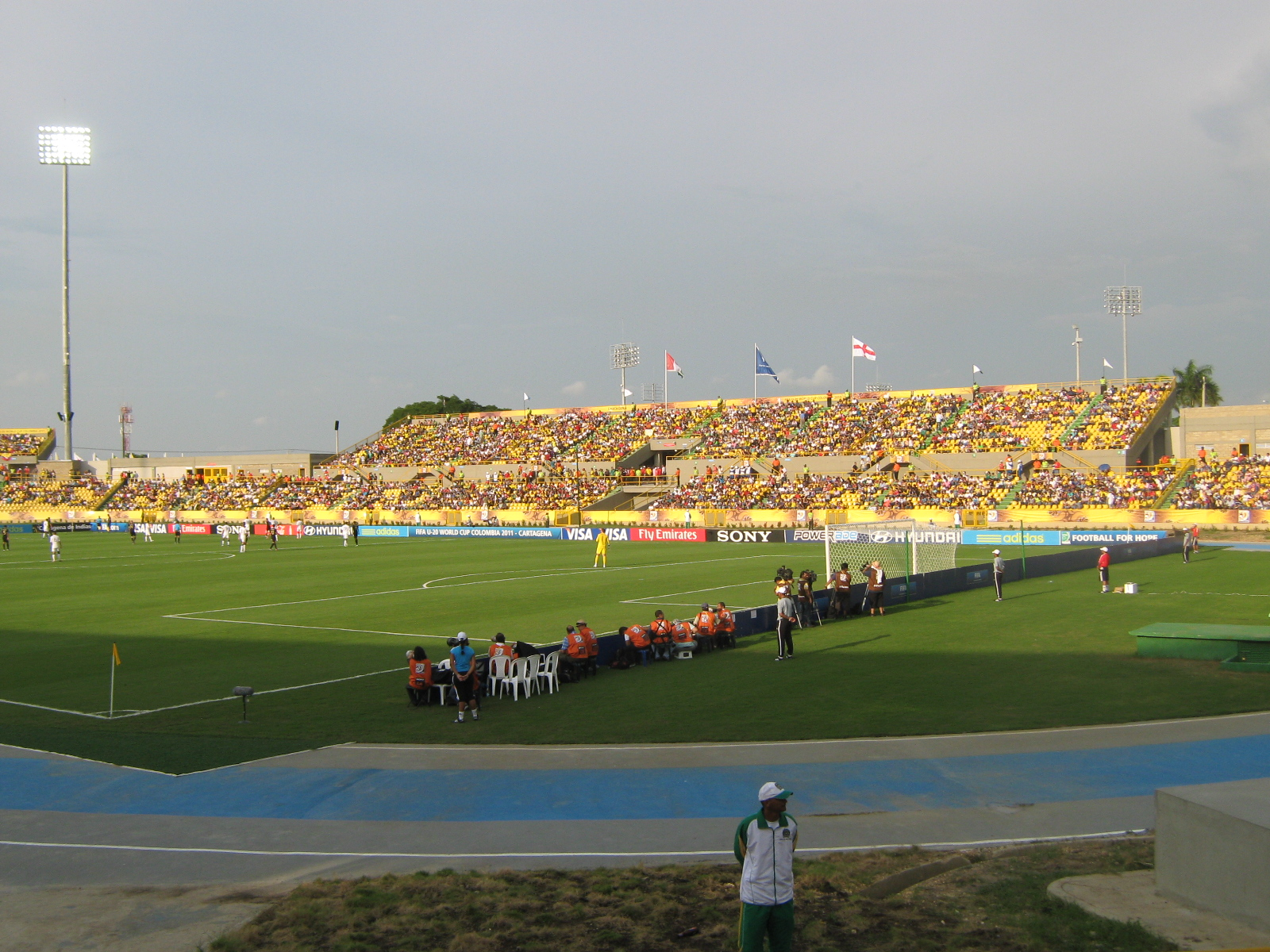
Estadio Jaime Morón León

El estadio Jaime Morón León, ubicado en Cartagena de Indias, sirve para los partidos de local del Real Cartagena. Cuenta con aforo para 20.000 espectadores y fue una de las sedes de la Copa Mundial de Fútbol Sub-20 de 2011. En la temporada 2005-II, el Real Cartagena fue el mejor equipo local, ya que de 39 puntos posibles obtuvo 33, con solamente dos derrotas.
Este estadio recibió su primer partido de torneo internacional oficial en el 2017 de la Copa Libertadores. El Junior de Barranquilla jugó las fases previas de este torneo en Cartagena debido a que el Estadio Metropolitano se encontraba cerrado por el cambio de gramado.

## Liga Femenina
Resultados de Real Cartagena en la liga femenina desde su debut en 2017
| Año   | Ronda          | Posición     | PJ           | PG           | PE           | PP           | GF           | GC           | Dif          |              |
| ----- | -------------- | ------------ | ------------ | ------------ | ------------ | ------------ | ------------ | ------------ | ------------ | ------------ |
| 2017  | Fase de grupos | 9.ª          | 10           | 5            | 1            | 4            | 14           | 12           | 2            |              |
| 2018  | Fase de grupos | 23.ª         | 8            | 0            | 0            | 8            | 3            | 29           | -26          |              |
| 2019  | No participó   | No participó | No participó | No participó | No participó | No participó | No participó | No participó | No participó | No participó |
| 2020  | No participó   | No participó | No participó | No participó | No participó | No participó | No participó | No participó | No participó | No participó |
| 2021  | No participó   | No participó | No participó | No participó | No participó | No participó | No participó | No participó | No participó | No participó |
| Total | 2/2            | 15°          | 18           | 5            | 1            | 12           | 17           | 41           | -24          |              |

## Palmarés

### Torneos nacionales oficiales
| Competición Nacional | Títulos | Subtítulos |
| -------------------- | ------- | ---------- |
| Liga colombiana      | -       | -          |
| Copa Libertadores    | -       | -          |